# Fauna Novog Zelanda
Fauna Novog Zelanda je specifična otočna fauna, životinjski svijet koji se razvijao izolirano od ostalog svijeta. Karakteristična je po odsustvu autohtonih sisavaca, velikom broju endemičnih ptica, od kojih su mnoge neletačice, prastarim gmazovima tuatarama, primitivnim vrstama žaba, endemičnim riječnim ribama, divovskim kukcima vetama i mnogim zanimljivim beskralježnjacima.
Novi Zeland se odvojio od Gondvane prije oko 82.000.000 godina. Tada se sisavci još nisu razvili u značajnu životinjsku skupinu, pa nisu bili prisutni na ovim otocima. Kasnije su zračnim putem stigli šišmiši, a vodenim morski lavovi. S druge strane, zbog izolacije je na Novom Zelandu preživio „živi fosil“ tuatara. Zbog odsustva sisavaca, a samim tim i grabljivica, mnoge ptičje vrste koje su se hranile na tlu izgubile su sposobnost leta, pošto im nije bio potreban. Neke od njih su dostigle ogromne dimenzije, poput divovske moe.
Dolaskom čovjeka počelo je izumiranje autohtone faune. Mnoge vrste su iščezle kao posljedica ljudskog lova ili su stradale od alohtonih životinjskih vrsta koje je uveo čovjek. Prvo su na Novi Zeland stigli Maori. Naišli su na izobilje lako dostupne hrane i istrijebili veliki broj ptica neletačica. S njima su stigli i drugi grabežljivci — polinezijski štakor i domaći pas. Nakon useljavanja Europljana, struktura faune se potpuno promijenila na štetu autohtonih životinja. Doseljenici su prenijeli velik broj vrsta iz Europe, Australije i drugih kontinenata. Pored toga, počelo je drastično uništavanje staništa životinja. Mnoge novozelandske vrste su danas na rubu izumiranja.

## Autohtone vrste

### Sisavci
Jedini autohtoni kopneni sisavci na Novom Zelandu su šišmiši. Na obalama se mogu naći morski sisavci (novozelandski morski lav i novozelandski tuljan krznaš). Šišmiši su na Novi Zeland stigli zračnim, a ušati tuljani morskim putem, nakon što se otok odvojio od Gondvane. U vrijeme izolacije otoka, sisavci se još nisu razvili u značajnu životinjsku skupinu.
Veliki kratkorepi i mali kratkorepi šišmiš pripadaju endemičnoj novozelandskoj porodici Mystacinidae. Prva vrsta je izumrla u 20. stoljeću. Karakteristika ovih šišmiša je kretanje po tlu u potrazi za hranom. Kad slete na tlo, prevrću humus tražeći kukce i ostalu hranu. Tada sklope krila ispod kožne membrane, što je jedinstvena karakteristika među šišmišima. Dugorepi šišmiš (Chalinolobus tuberculatus), također endemičan, manji je od njih i različit. Pripada porodici Vespertilionidae, a stigao je na Novi Zeland mnogo kasnije.

### Gmazovi
Gmazovi na Novom Zelandu su tuatare i gušteri. Na ovim otocima nema kopnenih zmija, kopnenih kornjača i krokodila. Morske kornjače i morske zmije se mogu naći u priobalju. Tuatare pripadaju posebnom redu gmazova — Sphenodontia, čiji su jedini član. Gušteri su zastupljeni s 46 opisanih vrsta, ali ih vjerojatno ima i više. To su skinkovi (29 vrsta) i macaklini (17 vrsta).
Tuatara ili haterija (Sphenodon punctatus) je posljednji preživjeli član skupine gmazova koja je izumrla prije oko 220.000.000 godina, te se smatra „živim fosilom“. Izgledom podsjeća na guštere. Ima ih oko 100.000 jedinki, na otočićima u priobalju glavnih otoka. Svoju punu veličinu od pola metra postižu s 25-35 godina, a žive 60-100 godina. Karakteristika tuatare je „treće oko“, koje se sastoji od rudimentirane leće i mrežnice, a povezano je preko živaca s mozgom. Cijeli taj organ je pokriven neprovidnom ljuskom. Smatra se da služi kao senzor za svjetlost. Mužjaci nemaju spolni ud, nego se razmnožavaju preko nečisnice.

### Vodozemci
Vodozemci na Novom Zelandu su zastupljeni s 4 vrste najstarijih i najprimitivnijih žaba na svijetu, roda Leiopelma. To su Hamiltonova, Archijeva, Hochstetterova i maudska žaba. Žive na Sjevernom otoku i na otočićima u Cookovom prolazu. Veoma su slične fosilnim žabama nađenim u Queenslandu, starim 150.000.000 godina, iz doba jure.
Novozelandske žabe nemaju plovne kožice, osim Hochstetterove kod koje su razvijene djelomično. Žive u šumama i nisu vezane za vodu. Ne prolaze kroz stadij punoglavca. Imaju razvijene mišiće za pokretanje repa, iako im je rep zakržljao. Ne krekeću, nego ispuštaju tanke visoke krike. Nemaju bubne opne.

### Izumiranje faune
Maori su stigli na Novi Zeland prije 1300. godine i našli na izobilje hrane. Prvenstveno se misli na divovsku mou, koja je nudila velike količine mesa i ogromna jaja. Dvije vrste spomenute, Dinornis novaezealandiae i Dinornis giganteus kao i desetak manjih vrsta moa, istrijebljene su u periodu između 1500. i 1800. godine. Izumro je i Haastov orao (Harpagornis moorei), najveća vrsta ptice grabljivice na svijetu, vjerojatno zbog nestanka moa, koje su mu bile glavni plijen, iako je i ubijan od strane Maora. Istrijebljene su neke ptice neletačice, kao što su dvije vrste novozelandske guske (Cnemiornis), Finshova patka (Chenonetta finschi), Scarlettova patka (Malacorhynchus scarletti'), novozelandska noćna lastavica (Aegotheles novazelandiae), dvije vrste aptornisa Aptornis otidiformis' i Aptornis defossor i mnoge druge ptice.
Nakon dolaska Europljana, počelo je još masovnije izumiranje faune. Novozelandska prepelica (Coturnix novaezelandidae) je izumrla 1875. Pticu sa Stevenovog otoka Xenicus lyalli je istrijebila domaća mačka 1894. godine. Piopio (Turnagra capensis), ptica pjevica, izumrla je 1902., a huija (Heteralocha acutirostris) 1907. godine. Smijuća sova (Sceloglaux albifacies) je istrijebljena 1914. Za takahe ('Notornis mantelli'), vrstu barske koke neletačice, mislilo se da je izumrla, ali je ponovo otkrivena 1948. u nacionalnom parku Fjordland na Južnom otoku. Novozelandski lipljen (Prototroctes oxyrhynchus) je izumro, prije svega zbog konkurencije uvezene pastrve.

## Galerija
- Žutooki pingvini na poluotoku Otago, u blizini Dunedina
- Tuljan u Nacionalnom parku Abel Tasman
- Dupini u zaljevu Hauraki, u blizini Aucklanda
- Ptica kea
- Ptica takahē ili krupnokljuna sultanka, u utočištu za divlje životinje Karori ili Zealandia u blizini Wellingtona
- Ptice u Nelsonu
- Rekonstrukcija moe u muzeju Te Papa Tongarewa u Wellingtonu
- Ptice u Christchurchu
- Rekonstrukcija tiranosaura u Vojno-povijesnom muzeju u Aucklandu
- Ptice u jezeru Rotorua
- Krave na novozelandskim pašnjacima
- Ovce na novozelandskim pašnjacima
- Kunić pasmine Novozelandski crveni